# Wereldkampioenschap rugby 1991
Het wereldkampioenschap rugby 1991 is het tweede wereldkampioenschap rugby. Het toernooi werd van 3 oktober tot 2 november 1991 gehouden in Engeland. Er werden ook een aantal wedstrijden in Frankrijk, Ierland, Noord-Ierland, Schotland en Wales gespeeld. Het Australisch rugbyteam, dat het gastland met 12-6 versloeg in de finale, veroverde de Webb Ellis Cup.

## Speelsteden
De 32 wedstrijden werden in negentien verschillende stadions gespeeld, in verschillende landen. Engeland zelf leverde vier stadions, Frankrijk acht, Wales vier en Schotland, Ierland en Noord-Ierland alle drie een. Groep A werd gespeeld in Engeland, groep B in Schotland, Ierland en Noord-Ierland, groep C in Wales en groep D in Frankrijk. De openingswedstrijd en de finale werden gespeeld in het grootste stadion, Twickenham in Londen, beide wedstrijden werden verloren door het gastland Engeland. Er konden gemiddeld 38.369 mensen de wedstrijd volgen in het stadion. Uiteindelijk zouden er 1.007.760 mensen het stadion bezoeken, wat neerkomt op 31.493 toeschouwers per wedstrijd.
| Stad               | Stadion                      | Capaciteit | Aantal wedstrijden |
| ------------------ | ---------------------------- | ---------- | ------------------ |
| Londen             | Twickenham Stadium           | 82.000     | 4                  |
| Edinburgh          | Murrayfield Stadium          | 67.800     | 5                  |
| Cardiff            | Cardiff Arms Park            | 53.000     | 4                  |
| Parijs             | Parc des Princes             | 48.712     | 1                  |
| Dublin             | Lansdowne Road               | 36.000     | 4                  |
| Toulouse           | Stade Ernest-Wallon          | 19.000     | 1                  |
| Villeneuve-d'Ascq  | Stadium Nord Lille Métropole | 18.185     | 1                  |
| Béziers            | Stade de la Méditerranée     | 19.000     | 1                  |
| Leicester          | Welford Road                 | 16.815     | 1                  |
| Brive-la-Gaillarde | Parc Municipal des Sports    | 16.000     | 1                  |
| Grenoble           | Stade Lesdiguières           | 14.000     | 1                  |
| Agen               | Stade Armandie               | 14.000     | 1                  |
| Bayonne            | Garage de la Nive            | 13.500     | 1                  |
| Gloucester         | Kingsholm Stadium            | 12.500     | 1                  |
| Belfast            | Ravenhill                    | 12.300     | 1                  |
| Pontypridd         | Sardis Road                  | 12.000     | 1                  |
| Llanelli           | Stradey Park                 | 10.800     | 1                  |
| Pontypool          | Pontypool Park               | 8.800      | 1                  |
| Otley              | Cross Green                  | 5.000      | 1                  |

## Deelnemende landen
De acht kwartfinalisten van het vorige wereldkampioenschap kwalificeerden zich automatisch voor deze editie. De overige acht plaatsen werden gevuld met landen uit het kwalificatietoernooi. Zuid-Afrika mocht niet meedoen door een internationaal sportboycot vanwege de apartheidspolitiek. Aan dit kwalificatietoernooi deden 25 landen mee.
De deelnemende landen waren:
| Afrika - Zimbabwe | Amerika - Argentinië - Canada - Verenigde Staten | Azië - Japan | Europa - Engeland - Frankrijk - Ierland - Italië - Roemenië - Schotland - Wales | Oceanië - Australië - Fiji - Nieuw-Zeeland - Samoa |

## Groepsfase
De zestien deelnemende landen werden verdeeld over vier groepen van vier landen. Een winstpartij leverde drie punten op, een gelijkspel twee punt en een verlies één punt. De beste twee landen van elke groep gingen door naar de kwartfinales.
Een try leverde vier punten, een conversie twee, een penalty drie en een drop-goal drie.

### Groep A
| Plaats | Land             | Wedstrijden | Wedstrijden | Wedstrijden | Wedstrijden | Doelpunten | Doelpunten | Doelpunten | Punten |
| Plaats | Land             | gespeeld    | winst       | gelijk      | verlies     | voor       | tegen      | saldo      | Punten |
| ------ | ---------------- | ----------- | ----------- | ----------- | ----------- | ---------- | ---------- | ---------- | ------ |
| 1      | Nieuw-Zeeland    | 3           | 3           | 0           | 0           | 95         | 39         | 56         | 9      |
| 2      | Engeland         | 3           | 2           | 0           | 1           | 85         | 33         | 52         | 7      |
| 3      | Italië           | 3           | 1           | 0           | 2           | 57         | 76         | -19        | 5      |
| 4      | Verenigde Staten | 3           | 0           | 0           | 3           | 24         | 113        | -89        | 3      |

| Datum      |                  | Uitslag |                  | Stadion           | Plaats     |
| ---------- | ---------------- | ------- | ---------------- | ----------------- | ---------- |
| 3 oktober  | Engeland         | 12–18   | Nieuw-Zeeland    | Twickenham        | Londen     |
| 5 oktober  | Verenigde Staten | 9–30    | Italië           | Cross Green       | Otley      |
| 8 oktober  | Nieuw-Zeeland    | 46–6    | Verenigde Staten | Kingsholm Stadium | Gloucester |
| 8 oktober  | Engeland         | 36–6    | Italië           | Twickenham        | Londen     |
| 11 oktober | Engeland         | 37–9    | Verenigde Staten | Twickenham        | Londen     |
| 13 oktober | Italië           | 21–31   | Nieuw-Zeeland    | Welford Road      | Leicester  |

### Groep B
| Plaats | Land      | Wedstrijden | Wedstrijden | Wedstrijden | Wedstrijden | Doelpunten | Doelpunten | Doelpunten | Punten |
| Plaats | Land      | gespeeld    | winst       | gelijk      | verlies     | voor       | tegen      | saldo      | Punten |
| ------ | --------- | ----------- | ----------- | ----------- | ----------- | ---------- | ---------- | ---------- | ------ |
| 1      | Schotland | 3           | 3           | 0           | 0           | 122        | 36         | 86         | 9      |
| 2      | Ierland   | 3           | 2           | 0           | 1           | 102        | 51         | 51         | 7      |
| 3      | Japan     | 3           | 1           | 0           | 2           | 77         | 87         | -10        | 5      |
| 4      | Zimbabwe  | 3           | 0           | 0           | 3           | 31         | 158        | -127       | 3      |

| Datum      |           | Uitslag |          | Stadion        | Plaats    |
| ---------- | --------- | ------- | -------- | -------------- | --------- |
| 5 oktober  | Schotland | 47–9    | Japan    | Murrayfield    | Edinburgh |
| 6 oktober  | Ierland   | 55–11   | Zimbabwe | Lansdowne Road | Dublin    |
| 9 oktober  | Ierland   | 32–16   | Japan    | Lansdowne Road | Dublin    |
| 9 oktober  | Schotland | 51–12   | Zimbabwe | Murrayfield    | Edinburgh |
| 12 oktober | Schotland | 24–15   | Ierland  | Murrayfield    | Edinburgh |
| 14 oktober | Japan     | 52–8    | Zimbabwe | Ravenhill      | Belfast   |

### Groep C
| Plaats | Land       | Wedstrijden | Wedstrijden | Wedstrijden | Wedstrijden | Doelpunten | Doelpunten | Doelpunten | Punten |
| Plaats | Land       | gespeeld    | winst       | gelijk      | verlies     | voor       | tegen      | saldo      | Punten |
| ------ | ---------- | ----------- | ----------- | ----------- | ----------- | ---------- | ---------- | ---------- | ------ |
| 1      | Australië  | 3           | 3           | 0           | 0           | 79         | 25         | 54         | 9      |
| 2      | Samoa      | 3           | 2           | 0           | 1           | 54         | 34         | 20         | 7      |
| 3      | Wales      | 3           | 1           | 0           | 2           | 32         | 61         | -29        | 5      |
| 4      | Argentinië | 3           | 0           | 0           | 3           | 38         | 83         | -45        | 3      |

| Datum      |            | Uitslag |            | Stadion           | Plaats     |
| ---------- | ---------- | ------- | ---------- | ----------------- | ---------- |
| 4 oktober  | Argentinië | 19–32   | Australië  | Stradey Park      | Llanelli   |
| 6 oktober  | Wales      | 13–16   | Samoa      | Cardiff Arms Park | Cardiff    |
| 9 oktober  | Australië  | 9–3     | Samoa      | Pontypool Park    | Pontypool  |
| 9 oktober  | Wales      | 16–7    | Argentinië | Cardiff Arms Park | Cardiff    |
| 12 oktober | Wales      | 3–38    | Australië  | Cardiff Arms Park | Cardiff    |
| 13 oktober | Argentinië | 12–35   | Samoa      | Sardis Road       | Pontypridd |

### Groep D
| Plaats | Land      | Wedstrijden | Wedstrijden | Wedstrijden | Wedstrijden | Doelpunten | Doelpunten | Doelpunten | Punten |
| Plaats | Land      | gespeeld    | winst       | gelijk      | verlies     | voor       | tegen      | saldo      | Punten |
| ------ | --------- | ----------- | ----------- | ----------- | ----------- | ---------- | ---------- | ---------- | ------ |
| 1      | Frankrijk | 3           | 3           | 0           | 0           | 82         | 25         | 57         | 9      |
| 2      | Canada    | 3           | 2           | 0           | 1           | 45         | 33         | 12         | 7      |
| 3      | Roemenië  | 3           | 1           | 0           | 2           | 31         | 64         | -33        | 5      |
| 4      | Fiji      | 3           | 0           | 0           | 3           | 27         | 63         | -36        | 3      |

| Datum      |           | Uitslag |          | Stadion                   | Plaats             |
| ---------- | --------- | ------- | -------- | ------------------------- | ------------------ |
| 4 oktober  | Frankrijk | 30–3    | Roemenië | Stade de la Méditerranée  | Béziers            |
| 5 oktober  | Canada    | 13–3    | Fiji     | Garage de la Nive         | Bayonne            |
| 8 oktober  | Frankrijk | 33–9    | Fiji     | Stade Lesdiguières        | Grenoble           |
| 9 oktober  | Canada    | 19–11   | Roemenië | Stade Ernest-Wallon       | Toulouse           |
| 12 oktober | Fiji      | 15–17   | Roemenië | Parc Municipal des Sports | Brive-la-Gaillarde |
| 13 oktober | Frankrijk | 19–13   | Canada   | Stade Armandie            | Agen               |

## Knock-outfase
|  | kwartfinale                                                  | kwartfinale                         |                                     |    | halve finale                            | halve finale                            |    |  | finale | finale |
|  |                                                              |                                     |                                     |    |                                         |                                         |    |  |        |        |
|  | 19 oktober - Murrayfield, Edinburgh                          |                                     |                                     |    |                                         |                                         |    |  |        |        |
|  |                                                              |                                     |                                     |    |                                         |                                         |    |  |        |        |
|  | Schotland                                                    | 28                                  |                                     |    |                                         |                                         |    |  |        |        |
|  | Schotland                                                    | 28                                  | 26 oktober - Murrayfield, Edinburgh |    |                                         |                                         |    |  |        |        |
|  | Samoa                                                        | 6                                   |                                     |    |                                         |                                         |    |  |        |        |
|  | Samoa                                                        | 6                                   | Schotland                           | 6  |                                         |                                         |    |  |        |        |
|  | 19 oktober - Parc des Princes, Parijs                        |                                     | Schotland                           | 6  |                                         |                                         |    |  |        |        |
|  |                                                              | Engeland                            | 9                                   |    |                                         |                                         |    |  |        |        |
|  | Frankrijk                                                    | Engeland                            | 9                                   | 10 |                                         |                                         |    |  |        |        |
|  | Frankrijk                                                    |                                     | 2 november - Twickenham, Londen     | 10 |                                         |                                         |    |  |        |        |
|  | Engeland                                                     | 19                                  |                                     |    |                                         |                                         |    |  |        |        |
|  | Engeland                                                     | 19                                  | Engeland                            | 6  |                                         |                                         |    |  |        |        |
|  | 20 oktober - Lansdowne Road, Dublin                          |                                     | Engeland                            | 6  |                                         |                                         |    |  |        |        |
|  |                                                              | Australië                           | 12                                  |    |                                         |                                         |    |  |        |        |
|  | Ierland                                                      | Australië                           | 12                                  | 18 |                                         |                                         |    |  |        |        |
|  | Ierland                                                      | 27 oktober - Lansdowne Road, Dublin |                                     | 18 |                                         |                                         |    |  |        |        |
|  | Australië                                                    | 19                                  |                                     |    |                                         |                                         |    |  |        |        |
|  | Australië                                                    | 19                                  | Australië                           | 16 | derde plaats                            | derde plaats                            |    |  |        |        |
|  | 20 oktober - Stadium Nord Lille Métropole, Villeneuve-d'Ascq |                                     | Australië                           | 16 | derde plaats                            | derde plaats                            |    |  |        |        |
|  |                                                              | Nieuw-Zeeland                       | 6                                   |    | 30 oktober - Cardiff Arms Park, Cardiff | 30 oktober - Cardiff Arms Park, Cardiff |    |  |        |        |
|  | Canada                                                       | Nieuw-Zeeland                       | 6                                   | 13 | 30 oktober - Cardiff Arms Park, Cardiff | 30 oktober - Cardiff Arms Park, Cardiff |    |  |        |        |
|  | Canada                                                       |                                     |                                     |    |                                         | Nieuw-Zeeland                           | 13 |  |        |        |
|  | Nieuw-Zeeland                                                | 29                                  |                                     |    |                                         | Nieuw-Zeeland                           | 13 |  |        |        |
|  | Nieuw-Zeeland                                                | 29                                  | Schotland                           | 6  |                                         |                                         |    |  |        |        |
|  |                                                              |                                     | Schotland                           | 6  |                                         |                                         |    |  |        |        |

| 1991 Wereldkampioen rugby |
| ------------------------- |
| AUSTRALIË Eerste titel    |

## Topscorers

### In punten
Er zijn in totaal 1197 punten gescoord, dit is gemiddeld 37 per wedstrijd. De Ier Ralph Keyes werd topscorer met 68 punten.
| Naam               | Land          | Punten |
| ------------------ | ------------- | ------ |
| Ralph Keyes        | Ierland       | 68     |
| Michael Lynagh     | Australië     | 66     |
| Gavin Hastings     | Schotland     | 61     |
| Jonathan Webb      | Engeland      | 56     |
| Grant Fox          | Nieuw-Zeeland | 44     |
| Didier Camberabero | Frankrijk     | 32     |
| Diego Dominguez    | Italië        | 29     |

### In try's
Er zijn in totaal 140 try's gescoord, dit is gemiddeld 4 per wedstrijd.
| Naam                 | Land      | Try's |
| -------------------- | --------- | ----- |
| David Campese        | Australië | 6     |
| Jean-Baptiste Lafond | Frankrijk | 6     |

1987 · 
1991 · 
1995 · 
1999 · 
2003 · 
2007 · 
2011 · 
2015 · 
2019 · 
2023 · 
2027 · 
2031